# 스즈키 슌야
스즈키 슌야(일본어: 鈴木 俊也, 2000년 11월 24일~)는 일본의 축구 선수이다.

## 구단 경력
그는 2021년 J2리그의 오미야 아르디자에 입단했다. 2023년후 J3리그에 강등했다. 2025년 고치 유나이티드 SC로 이적했다.